# 안젤라 고소우

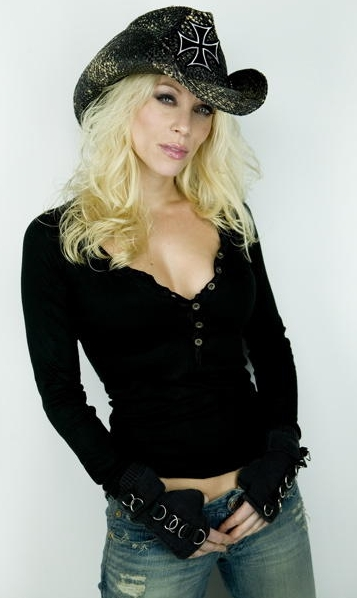

안젤라 고소우(Angela Gossow, 1974년 11월 5일 ~ )는 독일의 보컬리스트이다. 스웨덴의 멜로딕 데스 메탈 밴드 아치 에너미의 전 리드 가수이다. 그 이전에는 아스모디나(Asmodina)와 미스트리스(Mistress)에서 활동했다.

## 생애
독일 쾰른의 정통주의 기독교 가정에서 태어났으며 3명의 형제자매가 있다. 17세에 부모가 이혼하였고 부모의 사업이 파산하면서 금전적 문제가 발생했다. 신경성 식욕부진증이 시달렸다. 당시 출가하여 메탈 밴드 아스모디나에 합류하기로 마음을 먹는다.

## 디스코그래피

### 아스모디나
- Your Hidden Fear (Demo, 1991)
- The Story of the True Human Personality (Demo, 1994)
- Promo 1996 (Demo, 1996)
- Inferno (1997)

### 미스트리스
- Mistress (Demo, 1998)
- Worship the Temptress (Demo, 1999)
- Party in Hell (Demo, 2000)

### 아치 에너미(Arch Enemy)
- Wages of Sin
- Burning Angel
- Anthems of Rebellion
- Doomsday Machine
- Live Apocalypse
- Revolution Begins
- Rise of the Tyrant
- The Root of All Evil
- Khaos Legions

### 게스트 출연
- 어나이얼레이터 - Couple Suicide